# Chiesa di San Vito (Cavagliano)
La chiesa di San Vito a Cavagliano, frazione di Bellinzago Novarese, fu edificata in epoca romanica; conserva al suo interno un importante ciclo di affreschi eseguiti da un allievo di Gaudenzio Ferrari.

## Storia e struttura della chiesa
La chiesa, posta ai margini della frazione di Cavagliano, in passato ebbe verosimilmente il ruolo di parrocchiale; oggi funge da chiesa cimiteriale. L'origine della chiesa è molto antica: viene citata per la prima volta nel 1193 in un atto di vendita ai monaci di un piccolo cenobio che gestiva la chiesa. Nel XIII secolo passò in proprietà al complesso monastico dei santi Felino e Graziano di Arona, venendo così a dipendere dalla diocesi di Milano, situazione che innescò lunghe polemiche con la diocesi di Novara per il pagamento dei tributi. Nel XV secolo la chiesa, assieme a tutti i beni immobili di Cavagliano, risulta passata in pertinenza alla famiglia dei Caccia. Fu verosimilmente all'altezza di quegli anni che la chiesa venne ampliata e ristrutturata.
L'abside ha mantenuto le sue dimensioni originali, di epoca romanica, che appaiono ridotte rispetto all'aula della chiesa: assumendo come unità di misura il diametro dell'abside, la larghezza dell'aula è 2,5, mentre la lunghezza è 3,5. Sulla sua superficie esterna dell'abside sono visibili formelle in cotto con decorazioni a fiorami che risalgono al XV secolo.
Pur avendo mantenuto forme di rustica semplicità – con la facciata a capanna e la presenza di una sola navata – le attuali strutture architettoniche della chiesa sono dovute - come detto - agli interventi del XV secolo quando la chiesa venne ampliata ed elevata. La navata, nella struttura architettonica adottata, è composta di tre campate segnate da archi trasversali a sesto acuto che poggiano su bassi pilastri addossati alle pareti laterali, e che sostengono le travi a vista del tetto. In tale periodo si adottò anche la soluzione di agganciare la navata alla piccola abside per mezzo di un arco trionfale a sesto acuto.
La chiesa, nel tempo, cambiò più volte intitolazione, pur mantenendo sempre San Vito tra i santi dedicatari.

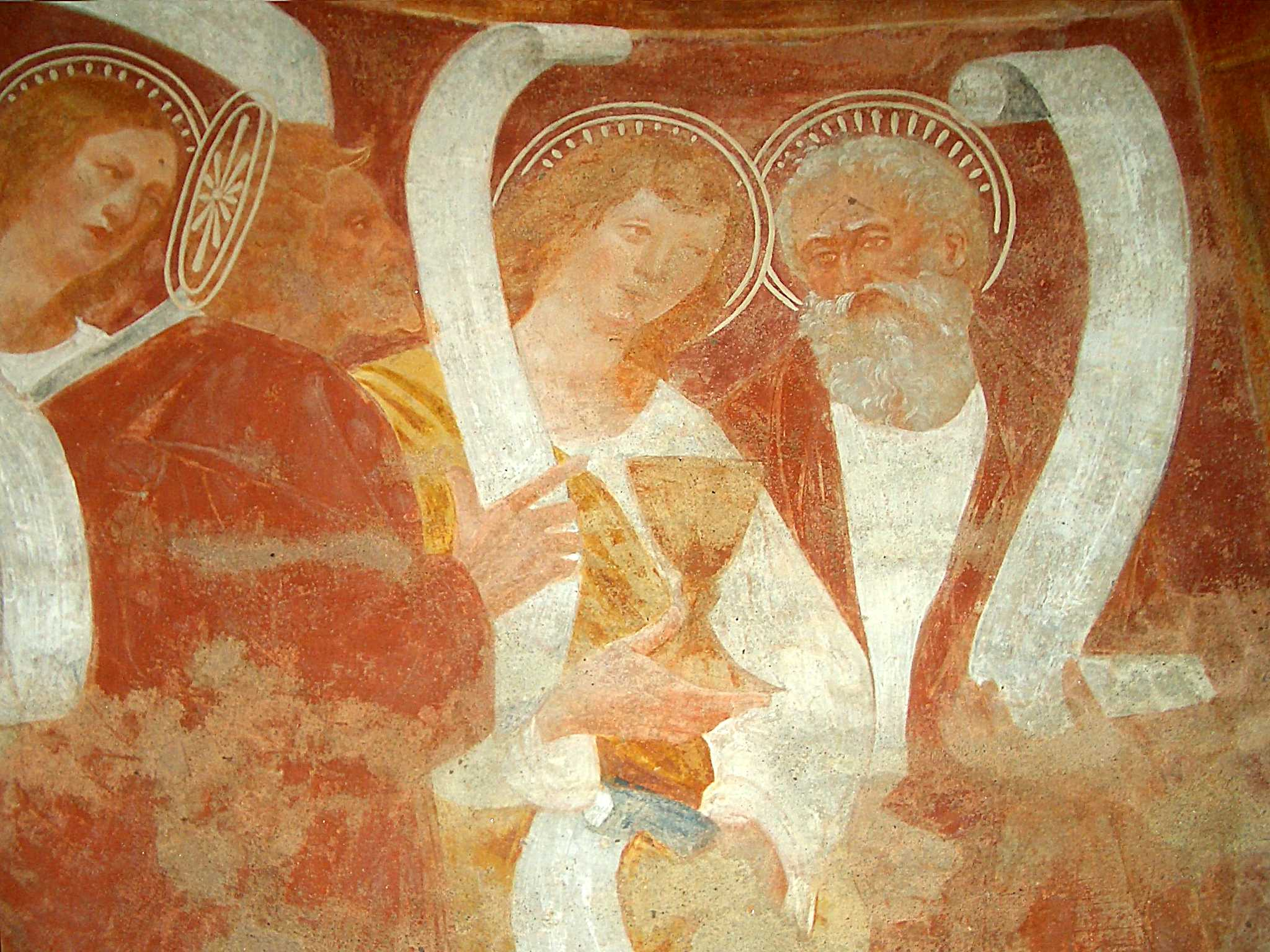
Seguace di Gaudenzio Ferrari, Apostoli, affreschi dell'abside

## Gli affreschi

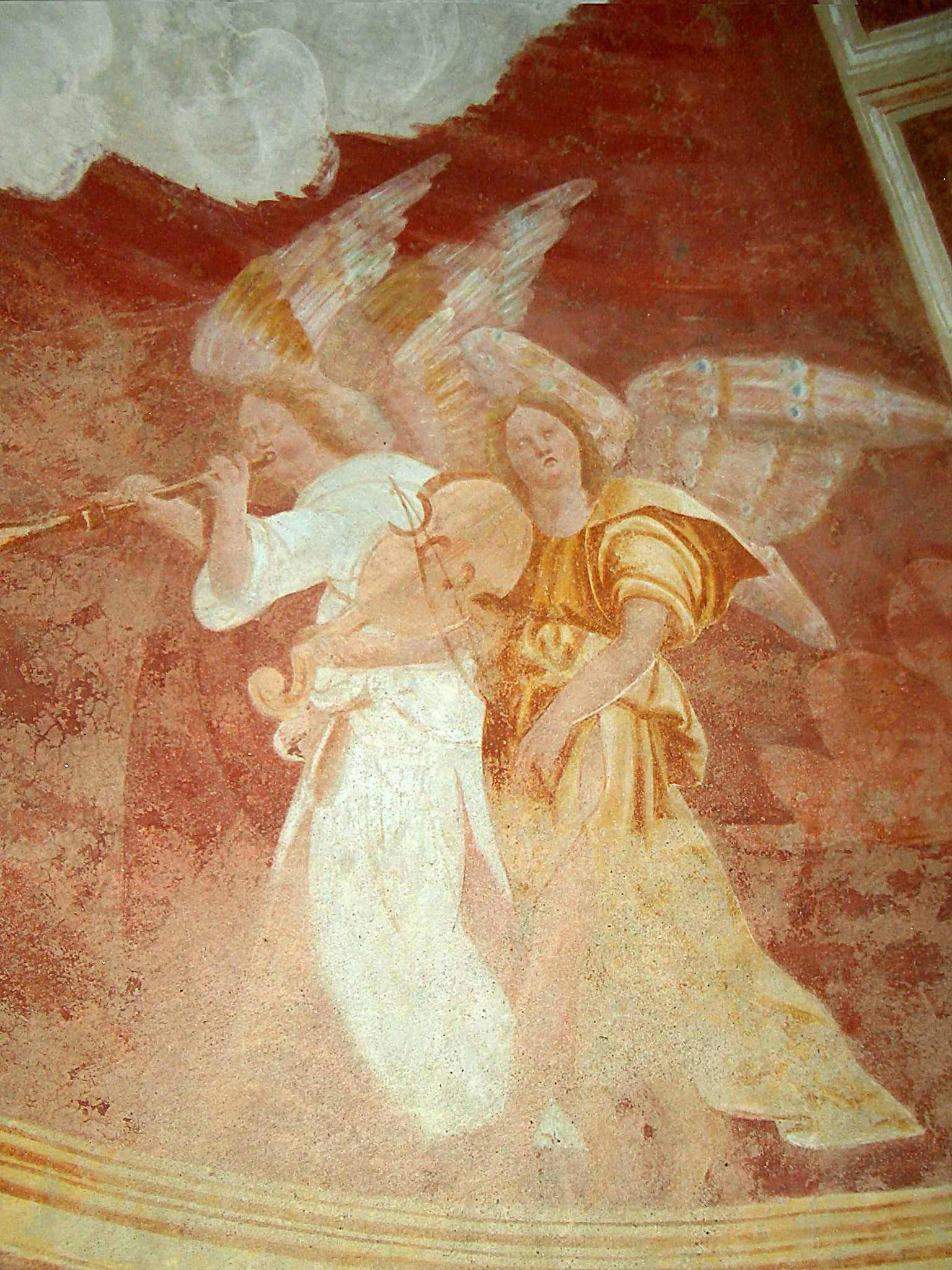
Seguace di Gaudenzio Ferrari, Angeli musicanti, affreschi dell'abside

Il modesto aspetto esterno non lascia immaginare la ricchezza dell'apparato decorativo interno.

L'interno della chiesa è riccamente decorato con dipinti a fresco eseguiti tra il XV ed il XVI secolo e recuperati da un recente restauro. Sulle pareti della navata troviamo immagini dei santi cari alla devozione popolare, come i santi taumaturghi Sebastiano e Rocco, o come la Beata Panacea, una pastorella valsesiana uccisa per mano della matrigna, divenuta presto in queste terre oggetto di grande devozione popolare.
Di notevole effetto scenico ed interesse artistico sono gli affreschi che decorano l'abside e l'arco trionfale dovuti alla mano di un pittore ignoto, seguace di Gaudenzio Ferrari, che fa uso di una tavolozza caratterizzata da differenti tonalità di rosso. Nel catino absidale è raffigurata l'immagine di Dio Padre avvolto da un nembo; ai suoi lati stanno eleganti figure di Angeli musicanti di marcata ispirazione gaudenziana. Nel cilindro absidale sono collocate le figure della  Madonna circondata dagli Apostoli che tengono in mano cartigli ormai illeggibili (secondo un'iconografia canonica dovevano essere versi del Credo). Le loro aureole lasciano intuire gli ormai perduti rilievi plastici di pastiglia dorata che dovevano essere stati realizzati secondo i modi di Gaudenzio Ferrari nella chiesa di Santa Maria delle Grazie a Varallo.

Nell'arco trionfale che si aggancia all'abside trovano spazio le figure dell'Angelo annunziante e della Vergine annunziata.
Nel registro superiore dell'arco, sino a raggiungere il tetto, sono raffigurate scene della Passione di Cristo, con il riquadro dedicato alla Crocifissione posto in posizione centrale, con dimensioni almeno quattro volte più grandi delle altre quattro scene poste ai due lati (Flagellazione, Salita al Calvario, Resurrezione, Deposizione). Si realizza in questo modo un effetto scenico che ricorda da vicino quello dei tramezzi affrescati delle chiese francescane in Piemonte e Lombardia.
Il linguaggio pittorico – particolarmente quello dell'affollata scena della Crocifissione – testimonia da vicino l'intenzione di seguire il modello gaudenziano del tramezzo di Santa Maria delle Grazie a Varallo.

## Galleria d'immagini

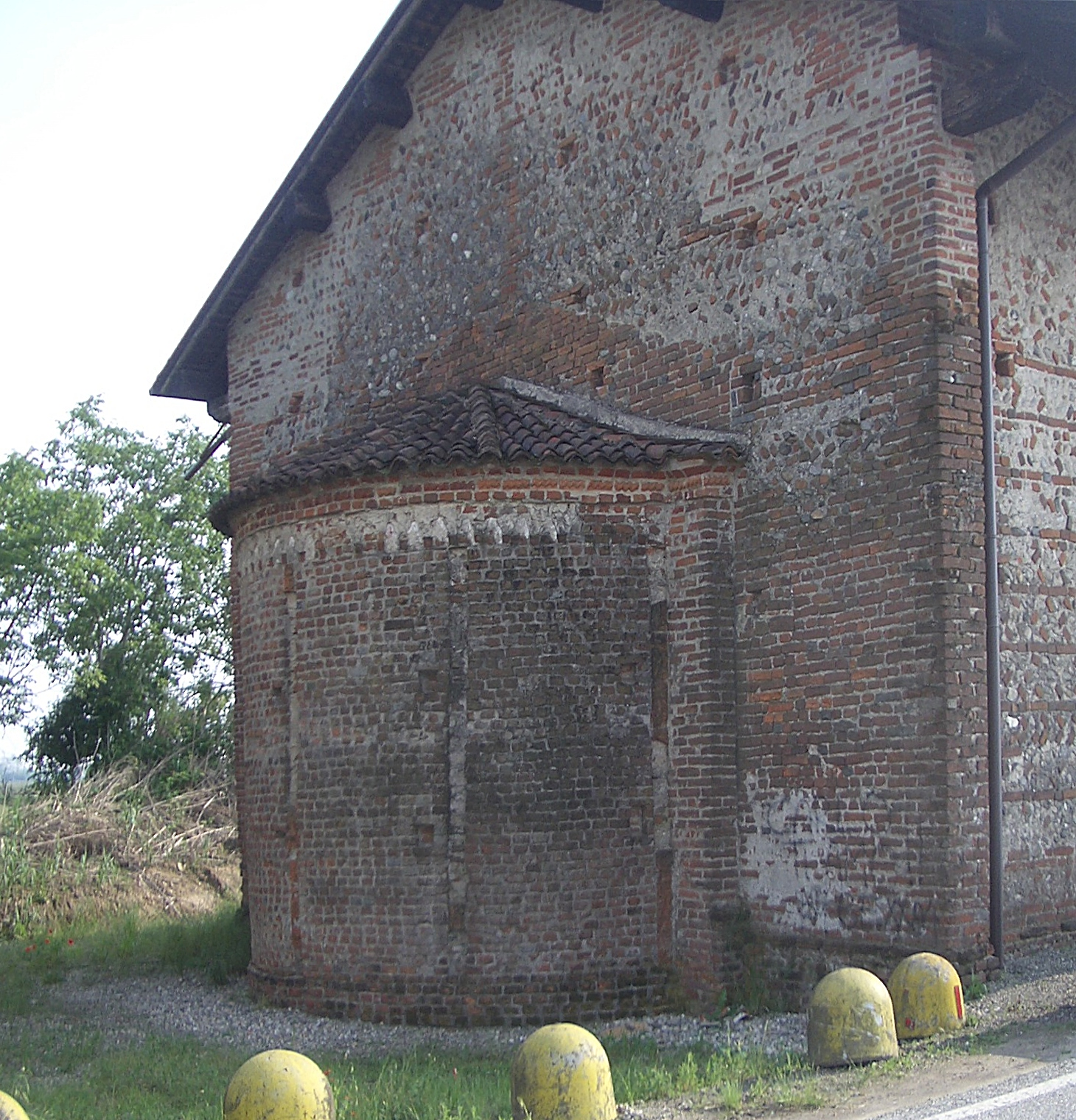
Veduta esterna: l'abside della chiesa
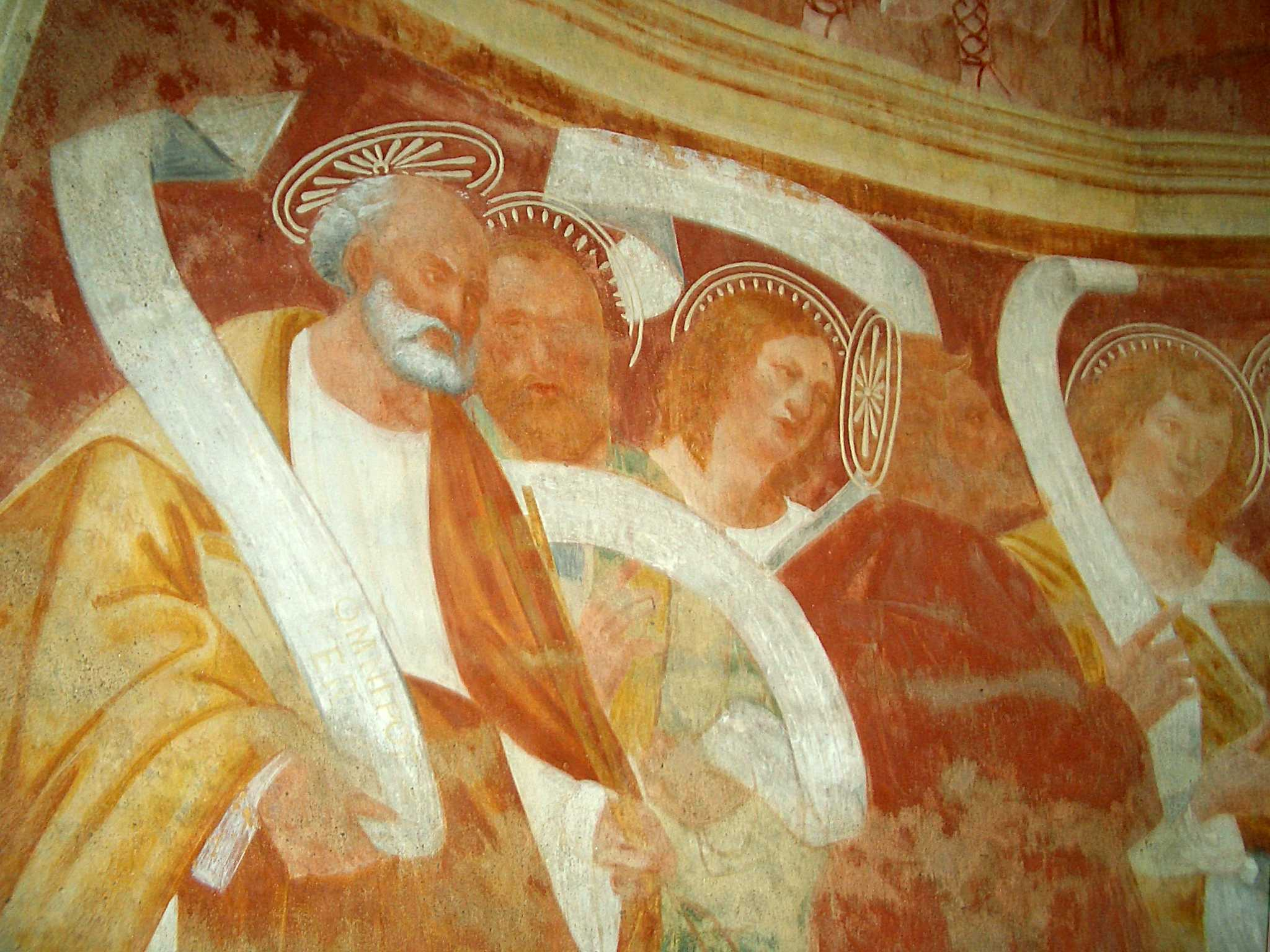
Seguace di Gaudenzio Ferrari, Apostoli, affreschi dell'abside
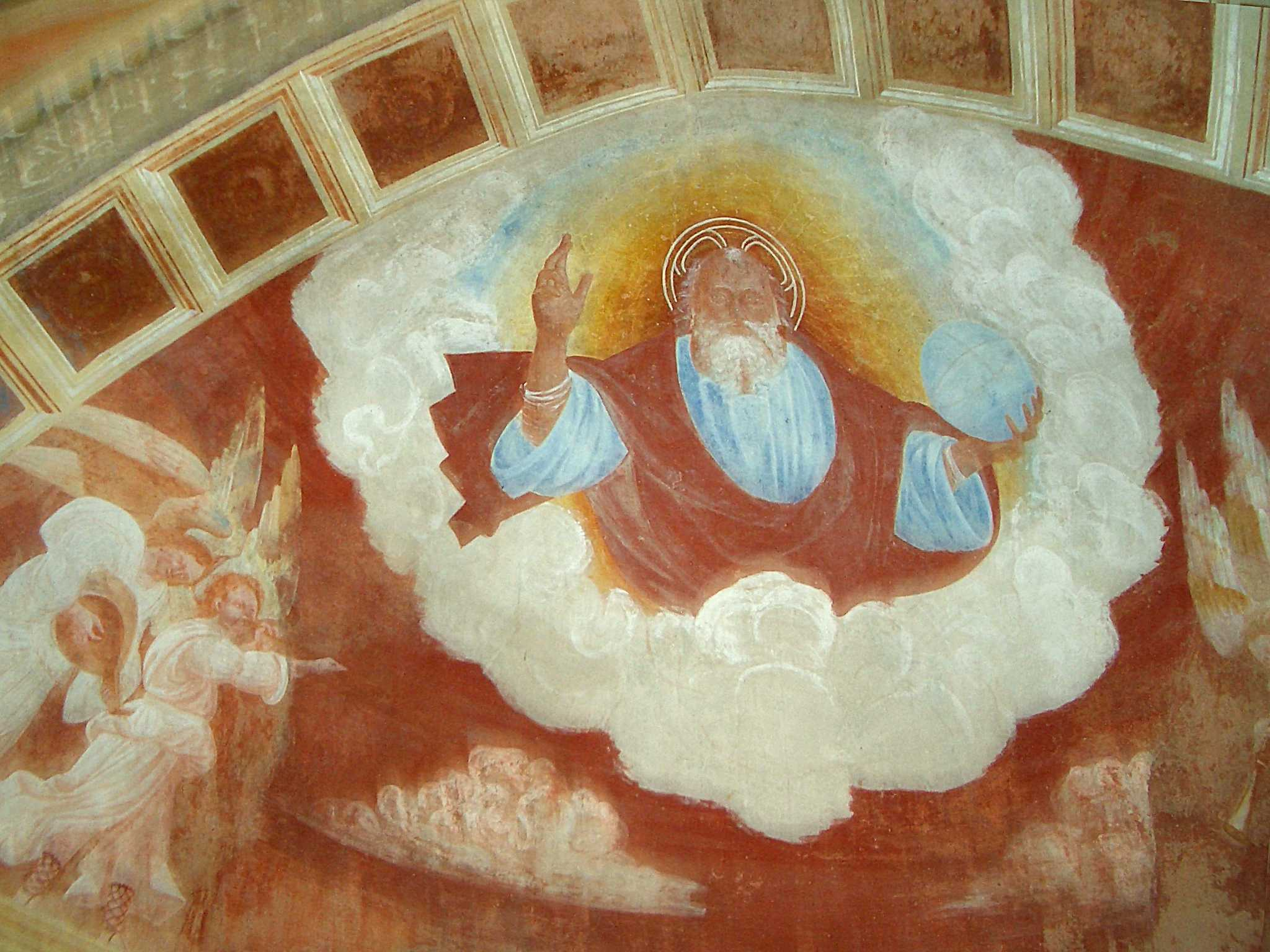
Seguace di Gaudenzio Ferrari, Dio Padre, affreschi dell'abside
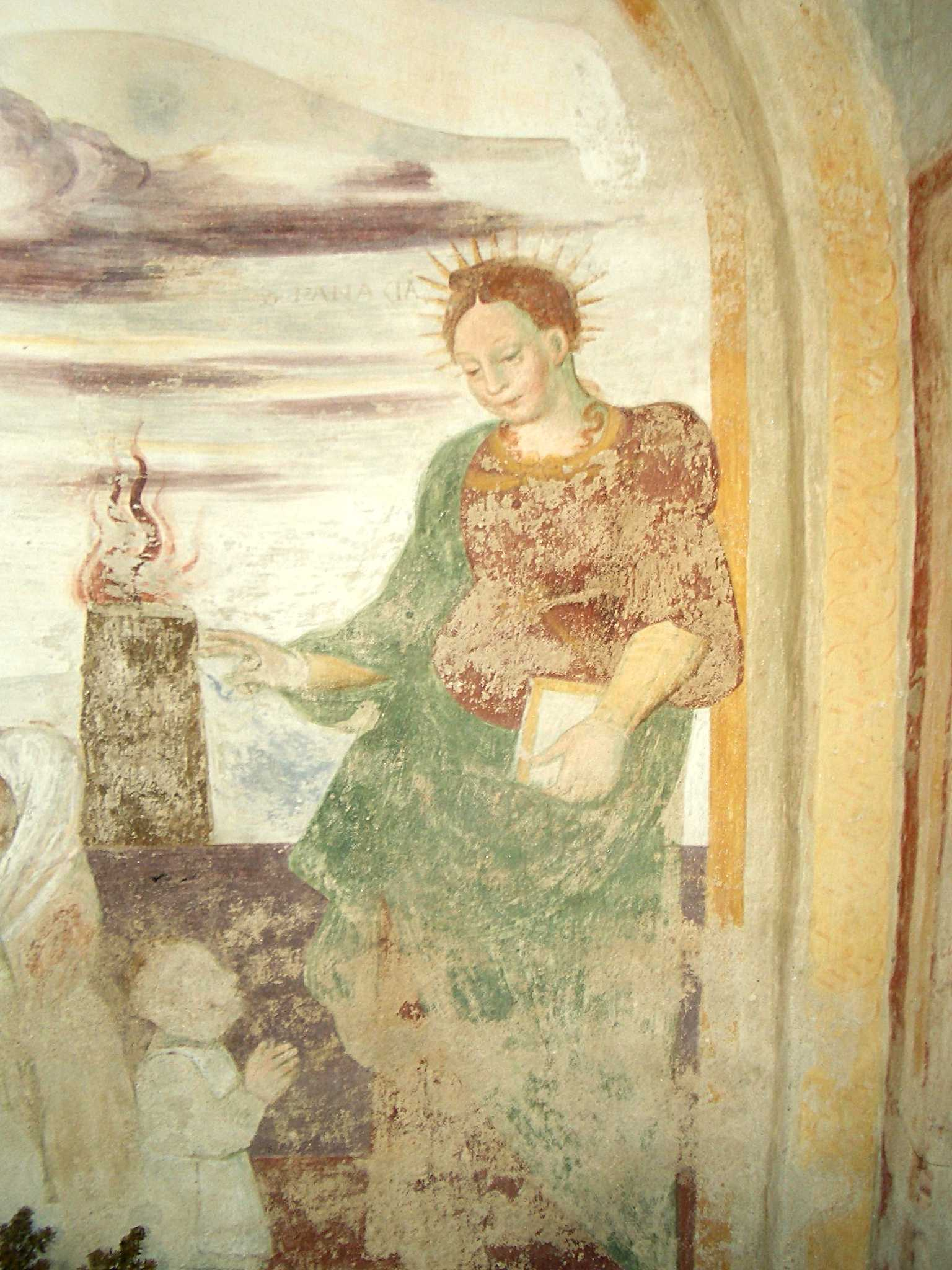
Autore ignoto, affresco della Beata Panacea